# Jeanne Demessieux
Jeanne Marie-Madeleine Demessieux (13 de febrero de 1921, Montpellier, en la región de Occitania, sur de Francia–11 de noviembre de 1968, París) fue una organista, pianista, compositora y pedagoga francesa. Fue la primera mujer organista en firmar un contrato de grabación, a su vez fue la primera en emprender giras mundiales.
Su interés por la música comenzó a muy temprana edad por el violín, y a la edad de tres años comenzó a tomar lecciones de piano con su hermana Yolande, que era catorce años mayor que ella. Compuso sus primeras piezas a los cinco años de edad, y se matriculó en el Conservatorio de Montpellier en 1928, pero sus padres se mudaron a París en 1932 para que Jeanne tuviera una mejor educación musical en el Conservatorio de París. En 1933 fue nombrada organista titular de la iglesia de Pont-Saint-Esprit. Ganó importantes premios de solfeo y piano, y en 1941 ganó el primer premio en órgano por una unanimidad con un jurado integrado por importantes figuras del mundo organístico francés.
En 1936 conoció a Marcel Dupré, éste asombrado por las cualidades musicales de la joven, le ofreció a la familia Demessiuex darle clases gratis en su domicilio en Meudon, Dupré pensaba que Demessieux podría ser su sucesora. Así Demessieux debutó en 1946 dando una serie de conciertos en la Sala Pleyel que fueron organizados por Dupré, donde Demessieux impresionó tanto a la audiencia como a la crítica por el nivel de sus interpretaciones, como también por la interpretación de su obra Six études, una serie de seis piezas de gran complejidad que requieren de grandes desafíos técnicos para su correcta ejecución. Luego de los conciertos de la Sala Pleyel, Dupré emprendió una gira por Estados Unidos, a su regreso, y por motivos que nunca han sido esclarecidos totalmente, cortó todo vínculo con su alumna. Tras el éxito en la Sala Pleyel, Demessieux fue convocada para dar conciertos en varias ciudades de Europa, siendo la primera mujer organista en brindar conciertos en muchas catedrales y salas de conciertos del viejo continente, como por ejemplo en la Abadía de Westminster, con motivo de la coronación de la joven reina Isabel II del Reino Unido en 1953.
Realizó tres giras por Estados Unidos en 1953, 1955 y 1958, en donde una vez más, fue aclamada por los críticos tanto por la interpretación de sus composiciones, como por su notable habilidad en la improvisación. Tenía una gran memoria musical puesto que llegó a memorizar cerca de 2500 obras para órgano de varios intérpretes a tal punto de no llevar partituras durante sus giras estadounidenses. En 1962 fue nombrada organista titular en el órgano de la Iglesia de la Madeleine.
Demessieux grabó varios álbumes con música de órgano de varios intérpretes como de Johann Sebastian Bach, Charles-Marie Widor, y César Franck, de este último registro sus obras completas. Por las grabaciones de las obras de Franck, ganó el Grand Prix du Disque en 1960. En 2021, Decca editó el box set The Decca Legacy con todas las grabaciones que realizó, incluyendo un registro de su propio Te Deum, además de algunas piezas que llegó a grabar de Olivier Messiaen, antes de la prematura muerte de Demessieux en 1968.
Compuso música para órgano solista, de cámara, para piano, numerosas canciones y obras corales incluyendo un oratorio "Chanson de Roland". Entre sus obras se destacan sus Six études, Sept méditations sur le Saint-Esprit, Te Deum, y sus Twelve Choral-Preludes on Gregorian Chant Themes que junto a Réponds pour le Temps de Pâques son las únicas obras litúrgicas en su haber. Solo una tercera parte de su catálogo, que consta al menos de treinta composiciones, se ha publicado hasta la fecha.
Por su tradición en la escuela francesa de órgano desarrolló un característico juego de staccato, llegando a conseguir en sus interpretaciones acentos eficaces, como se puede escuchar en la grabación de la Toccata de Widor, además se puede apreciar un rubato libre, pero muy natural, combinado con un impulso rítmico muy enérgico. En los registros tenía preferencia por la claridad y el brillo en las mezclas altas. Al igual que su maestro Dupré y otros virtuosos, no le daba gran importancia a seguir las indicaciones y registros de la partitura.

Demessieux demanda con los pies, lo mismo que Chopin exigía con las manos.
Olivier Messiaen.

## Biografía

### Juventud
Jeanne Marie-Madeleine Demessieux nació el 13 de febrero de 1921 en Montpellier, en la región de Occitania al sur de Francia, en el seno de una familia modesta, pero que tenían gran pasión por el arte. Fue la segunda hija del matrimonio entre Marie-Madeleine Mézy y Étienne Demessieux. Su padre tenía un cargo directivo en los ferrocarriles estatales franceses. A los tres años de edad mostró gran talento musical, cuando un día la familia fue invitada a una representación de la ópera Orfeo y Eurídice de Christoph Willibald Gluck y no pudieron conseguir una niñera para cuidar a su hija menor, por lo que decidieron llevarla al evento. Al volver a casa Jeanne cantó espontáneamente una de las arias que acababa de escuchar. Así su interés por la música comenzó a muy temprana edad por el violín, y a la edad de tres años comenzó a tomar lecciones de piano, con su hermana Yolande que era catorce años mayor que ella. Compuso sus primeras piezas a los cinco años de edad.
Jeanne entró en el Conservatorio de Montpellier en 1928. Pero sus padres se dieron cuenta de que allí no tendría una educación musical ideal, por lo que la familia decidió trasladarse a París en 1932, para que su hija continué sus estudios de piano con Lazare Lévy, quien les recomendó a la profesora Lélia Gousseau.

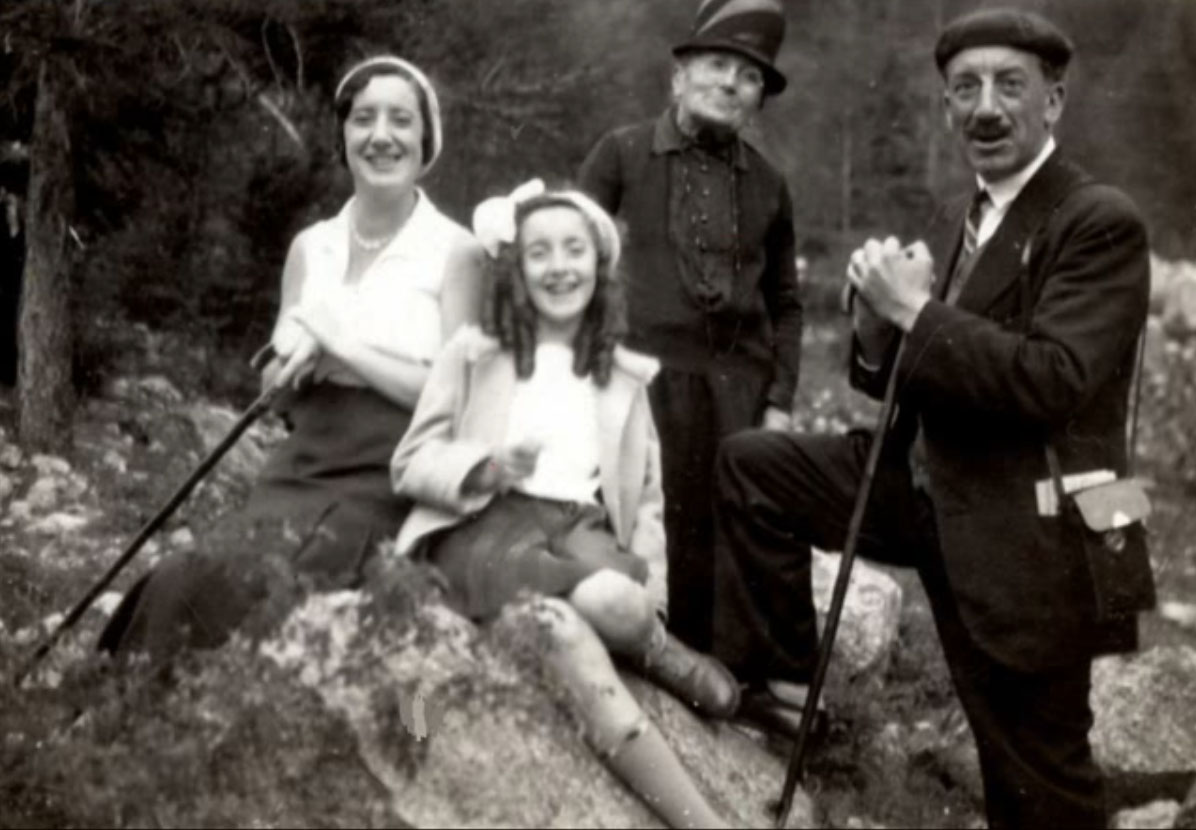
La familia Demessieux: Marie-Madeleine Mézy (madre), Étienne (padre), Jeanne y Yolande (hermana).

En 1932 ganó premios en solfeo y piano por su interpretación de una serie de obras de Charles-Marie Widor. Unos meses después de su llegada a París en 1933, Jeanne se matriculó como estudiante en el Conservatorio de París; estudio piano con Simon Riera y Magda Tagliaferro, armonía con Jean Gallon, contrapunto y fuga con Noël Gallon, y composición con Henri Büsser. Algunos de sus compañeros de clase serían organistas famosos como Olivier Messiaen, Jehan Alain,
André Fleury, Maurice Duruflé, Jean Langlais y Gaston Litaize. Sus padres al ser fieles católicos rápidamente se unieron a la congregación en la iglesia recién construida de Pont-Saint-Esprit, y enseguida se le pidió a Jeanne que fuera la organista, cargo al que accedió en 1933. Como la iglesia había sido recientemente inaugurada aún no estaba dotada de un órgano, por lo que tuvo que interpretar en un armonio por un breve lapso. En 1934 se instaló en la iglesia un nuevo órgano de diecisiete registros. Ejerció el cargo durante veintinueve años hasta 1962 cuando accedería al cargo en la Iglesia de la Madeleine en París, donde Camille Saint-Saëns y Maurice Faure serían algunos de sus predecesores. Trabajaría arduamente allí, un hecho anecdótico es que en el breve lapso de ocho días aprendió a la perfección la Sexta Rapsodia Húngara de Franz Liszt, la Sonata en re menor op. 108 de Ludwig van Beethoven, la Fantasía y Fuga en re menor, BWV 903 cromática de Johann Sebastian Bach y varios estudios de Frédéric Chopin. En su primera competencia de piano ganó el primer premio entre cincuenta y cinco pianistas, habiendo interpretando brillantemente uno de los conciertos de piano de Liszt.

### Los años en Meudon

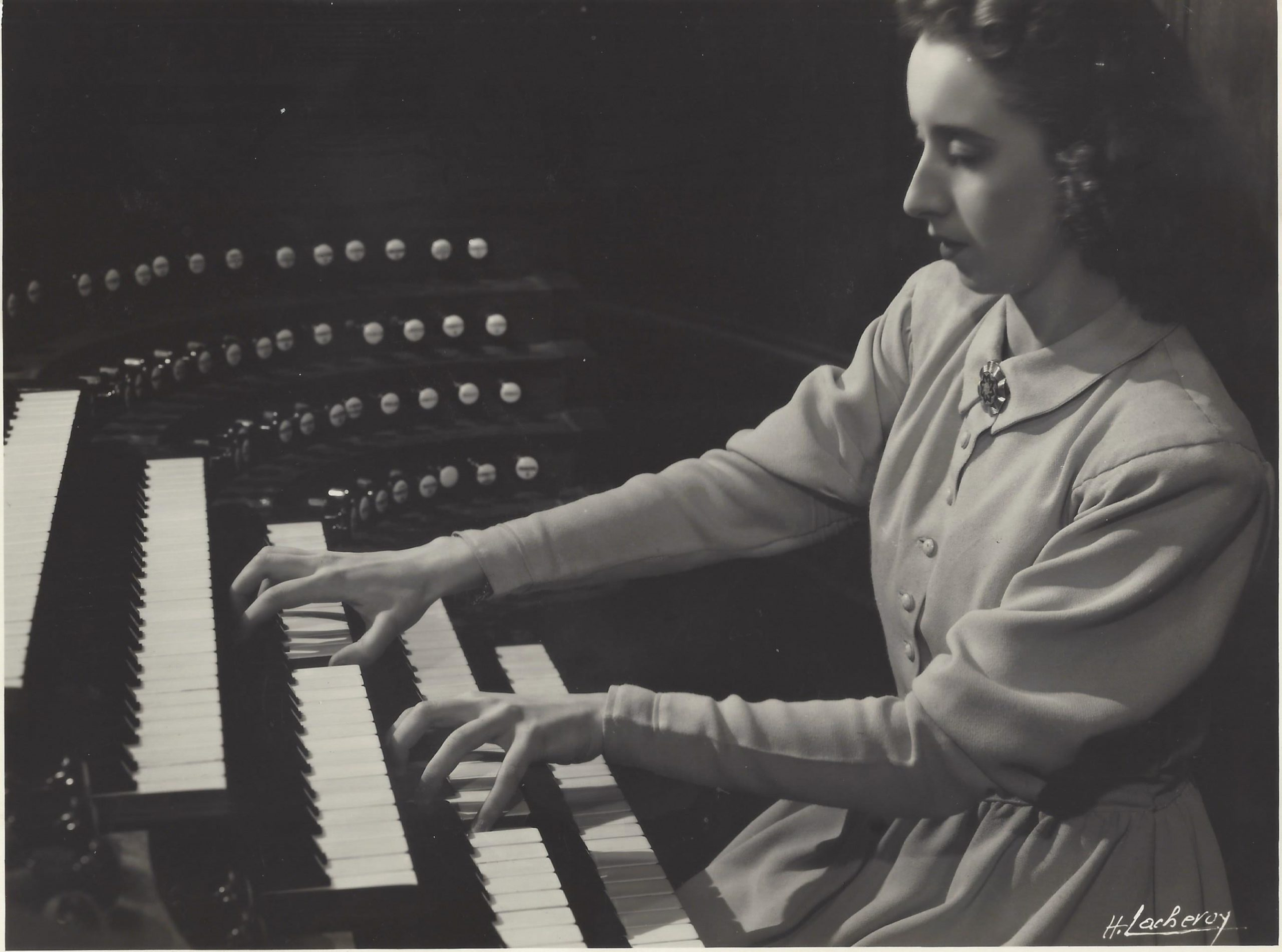
Demessieux en 1946 en el órgano de la Iglesia de San Sulpice, donde suplantó en ocasiones a Marcel Dupré durante las giras de este último.

El 8 de octubre de 1936 marcó un punto de inflexión en su carrera. El director del Conservatorio de Montpellier estaba organizando una reunión en Meudon durante la cual Demessieux conoció a Marcel Dupré, de quién ella misma señala en su diario: "para mí fue un encuentro inolvidable". En 1941 ganó el primer premio en órgano por una unanimidad con un jurado integrado por Jean Gallon, Maurice Duruflé, André Fleury, André Marchal, Alexandre Eugène Cellier y Gaston Litaize. Entre otras piezas interpretó Fantasía y fuga sobre el Coro "Ad nos, ad salutarem undam" de Franz Liszt. Era su primer intentó en la competencia, solo Olivier Messiaen antes de ella logró ganarlo en primera instancia. Dándose cuenta de que su talento podía ir mucho más allá, Dupré hizo un acuerdo con la familia Demessieux ofreciéndole dar clases privadas en su casa en Meudon de forma gratuita. Con respecto a esto, Demessieux dice en su diario que Dupré le dijo: "Estoy haciendo por ti lo que Charles-Marie Widor hizo por mí". Así entre 1936 y 1946 estudió órgano en forma privada con Dupré, aprovechando el tiempo libre que tuvo durante la ocupación alemana de Francia, ya que no existía mucha vida musical en ese período, por lo que se dispuso a perfeccionar su técnica de interpretación. Estudió con Dupré todos los aspectos de la interpretación al órgano, composición y también construcción de los mismos. Demessieux acompañó a Dupré en varios de sus conciertos, por lo que pudo probar nuevos instrumentos, dio recitales privados, principalmente en su casa en Meudon.
Tanto ella como sus maestros tenían esperanzas de que ganará el primer premio en composición, y a pesar de que lo intentó varias veces, nunca pudo lograrlo. Los historiadores han especulado que probablemente el jurado no estuviera de acuerdo con el hecho de que el premio lo ganará una mujer. Es posible que su asociación con Dupré, quien era visto por algunos colegas como alguien "conservador y sin esperanzas", sea otro motivo. Este fue el primer revés para Demessieux luego de una serie de éxitos personales.
Durante el período de noviembre de 1941 a septiembre de 1943, Dupré compuso, y Demessieux estudió y rindió, un conjunto de doce estudios para órgano de una dificultad técnica sin precedentes. El fin era evolucionar el arte de la composición para órgano en lo técnico. Dupré sugirió y alentó a Demessieux en la composición de un conjunto de estudios futuristas para órgano en su propio estilo. Según la organista brasileña Domitila Ballesteros, los estudios de Demessieux se basaron en los de Dupré, e incluso ella argumenta que los superaron en innovación técnica y sonora. Fue también entre 1941 a 1946, que Dupré se inspiró e interesó profundamente por las composiciones de Demessieux para órgano. Además de dar origen así a los Six études, estos incluían cuatro movimientos de las que más tarde se convertirían en las Sept méditations sur le Saint-Esprit.
Dupré realizó planes elaborados para preparar el debut profesional de su alumna en su país y sentó las bases para sus apariciones en otros lugares del continente europeo, además de Reino Unido y Estados Unidos. En estos preparativos, Dupré contó con la ayuda de su esposa Jeannette. Durante un período de cuatro años y medio hasta febrero de 1946, el matrimonio Dupré trabajó para garantizar que el debut profesional de Demessieux en París tuviera el mayor impacto posible. Una de las medidas fue crear cierto suspenso. Demessieux siguió el consejo de Dupré, y rechazó todas las invitaciones para actuar en conciertos o transmisiones tras haber ganado el primer premio en órgano, antes del debut que él estaba planeando para ella. Mientras tanto, a partir de 1941, Dupré nombró a Demessieux como su ayudante principal en el gran órgano de la Iglesia de Saint-Sulpice. Aunque no pudo exhibir todo su virtuosismo, los aficionados a la música pudieron apreciar las crecientes habilidades de Demessieux como improvisadora e intérprete de Bach, Handel, Liszt y Dupré. Cuando Dupré se encontraba fuera de la ciudad debido a compromisos de conciertos, Demessieux lo reemplazaba tocando en la misa de Saint-Sulpice, y allí Jeannette Dupré estaba presente en la tribuna del órgano para poder informar a su marido sobre la actuación de su alumna y la reacción que había suscitado entre los demás músicos presentes. Demessieux también reemplazó a Dupré como profesora durante la semana del 14 al 21 de mayo de 1946.
Según el diario de Demessieux, Dupré tuvo muy en cuenta los eventos internacionales para la fecha del debut, si bien Demessieux tenía su técnica y repertorio listos para junio de 1944, Dupré se negó a realizar concierto alguno hasta que todas las fronteras europeas estuvieran abiertas de nuevo. Esto se debe a que Dupré estimaba que tras el debut de Demessieux, iban a surgir inmediatamente varias invitaciones para actuar en otros sitios. Dupré también fue detallista en otros aspectos, entre ellos, pedir la conversión de la consola del órgano de la Sala Pleyel a una que fuera móvil, para que el organista fuera más visible al público, además que la misma tuviese una regulación minuciosa de la acción eléctrica que permitiera la interpretación de los estudios de su alumna. La visibilidad de la consola hizo que el público presente viera que Demessieux interpretaba pasajes prestissimo de notas dobles en el pedalero, además de tocar programas enteros de memoria.

### Los conciertos de la Sala Pleyel

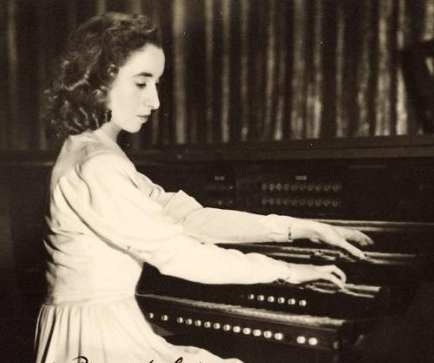
Demessieux tocando el órgano en uno de los conciertos de la Sala Pleyel en 1947.

A diferencia del debut de otros organistas de la década de 1940, el debut de Demessieux se planeó como una serie de "seis recitales históricos", que finalmente tuvieron lugar a principios de 1946 en la Sala Pleyel de París. Estos seis recitales se anunciaron con anticipación como intercalados con recitales de otros organistas consagrados, incluidos Marcel Dupré y el distinguido organista y compositor Maurice Duruflé, la idea de Dupré era mostrar a su alumna al mismo nivel que los citados organistas ya consagrados. Para su primer recital del 25 de febrero, el programa consistió en obras importantes de Johann Sebastian Bach, César Franck, Marcel Dupré y para finalizar, los Six études de ella misma, una serie de seis estudios de gran complejidad técnica. Demessieux tocó por primera vez en el recientemente restaurado órgano para la ocasión, bajo una audiencia de 1725 personas -cifra inusitada para el debut de un solista de cualquier instrumento- incluyendo varios músicos e intérpretes como Jean Langlais, Gaston Litaize, Olivier Messiaen y Maurice Duruflé. Desempeñó un nivel de interpretación nunca antes visto por otro organista en Francia, según la crítica parisina de la época, fue un "histórico éxito triunfal", y su debut fue comparado con el de Horowitz, Menuhin y Gieseking.
Maurice Duruflé dijo sobre los conciertos: "A tu lado tocamos los pedales como elefantes. Es [la forma de interpretar de Demessieux] magnífica, maravillosa. Siento que estamos muy lejos de ella". Sus improvisaciones también fueron muy elogiadas. Gracias al éxito de estos conciertos, Demessieux fue invitada a tocar en varias ciudades de Europa, en varias iglesias y catedrales, y en muchas ocasiones, fue la primera mujer que interpretaba en algunos de esos sitios. En pocos años había tocado en prácticamente todas las grandes ciudades europeas, habiendo dado 200 recitales en cuatro años.

Usted nos ha demostrado esta tarde que estamos ante la presencia de un fenómeno igual al de Bach y Mozart...
Marcel Dupré.

Dupré ideó los programas de los conciertos restantes como una cronología de la música de órgano en general, empezando por Bach y terminando con música francesa moderna, incluyendo piezas de él mismo. La idea de presentar a Demessieux ante el público interpretando sus propias obras junto a las piezas de los más destacados intérpretes del instrumento, tuvo como objetivo invocar una comparación favorable de Demessieux con sus contemporáneos más antiguos entre los organistas y compositores tales como Duruflé, Fleury, Langlais, Litaize, Messiaen, Alain y Grunenwald, como también el mismo Dupré.
El programa del 1 de abril estuvo dedicado a música de Bach, Demessieux interpretó las Fantasías y Fugas en do menor y sol menor, además de cuatro toccatas y fugas, también hizo cuatro improvisaciones sobre el motivo BACH, incluyendo una doble fuga, y tocó en bises el primer Concierto de órgano de Handel. El segundo recital del 29 de abril interpretó música de Liszt incluyendo Fantasía y fuga sobre el Coro "Ad nos, ad salutarem undam", Fantasía y fuga sobre el motivo BACH, Variaciones sobre "Weinen, klagen", y como bis una improvisación sobre dos temas de Rolande Falcinelli, y el étude "Tierces". El 20 de mayo brindó un concierto con música de su maestro Dupré y con un bis de Purcell. El sexto y último concierto fue el 3 de junio, el ciclo finalizó con una gran variedad de música de la escuela francesa contemporánea, con piezas como el Preludio de Duruflé en mi bemol menor op. 5, el primer movimiento de la primera Sinfonía en re menor de Fleury, dos piezas de Messiaen: Le banquet céleste y Apparition de l’Eglise éternelle, Les Rameaux de Langlais, Intermezzo pastoral de Gaston Litaize, La Mélodie intérieure de Grunenwald, Litanies de Alain, Epigraphe de Falcinelli, y concluyó con Notes Répétées, además interpretó por primera vez las Meditaciones I, II, IV y V de lo que más tarde sería su modernista y misteriosa Sept méditations sur le Saint-Esprit. Las siete meditaciones completas se terminaron de escribir y editaron al año siguiente, en 1947, los oyentes quedaron asombrados por la interpretación de aquellas piezas.
Dupré se convenció rápidamente de haber encontrado en esa joven una posible sucesora, alguien capaz de ampliar la influencia de la escuela francesa de órgano. En palabras del mismo Dupré, Demessieux era "la organista más grande de todos los tiempos". Mientras estaba dando sus primeros conciertos, Demessieux ya estaba en comunicación directa con un departamento del gobierno francés para la financiación para una gira fuera del país, además, a través de uno de los agentes de Dupré se había propuesto un contrato de grabación, y había una oferta de un contrato con la BBC. En vista de todo ello, el director de la Sala Pleyel aceptó de inmediato financiar otra serie de seis conciertos el año siguiente.
En el momento de los recitales de Pleyel, Dupré viendo el potencial de Demessieux le insistió en que debía ir y hacer su debut en Estados Unidos, pero ella se negó a ir, a menos que las condiciones fueran lo suficientemente seguras. En junio de 1947, Dupré emprendió una gira por los Estados Unidos. Demessieux fue a la estación donde salía el tren hacia Le Havre para desearle un buen viaje. Dupré le dijo a ella: "Ya no soy tu Maestro... Soy tu –antiguo– amigo y lo seguiré siendo". El tren partió y Demessieux dijo: "Dupré se ha ido de mi vida". A su regreso, el matrimonio Dupré rompió todo vínculo con Demessieux. Cabe señalar que durante la ausencia de Dupré por su viaje, Demessieux aceptó la invitación por parte de un grupo del círculo de los reformistas del órgano (grupo que estaba enemistado con Dupré), cuando Demessieux antes de su debut siempre había rechazado (a instancias de Dupré), invitaciones similares del mismo entorno. Demessieux le envió varias cartas pidiendo una explicación por el rompimiento del contacto entre ambos, sin recibir una respuesta. El tema de la ruptura entre ambos no fue tratado o mencionado ni en la biografía, ni en las memorias de Dupré, y sigue siendo hasta hoy en día un tema de debate entre los historiadores. En 1950 ella escribió un artículo de quince páginas sobre Dupré, pero no habló sobre la ruptura, ni había indicios de rencor.
Se convirtió en la primera mujer organista en firmar un contrato discográfico, cuando grabó el 6 de mayo de 1947 una versión de la Tocata y fuga en re menor, BWV 565 de Bach para Decca Records, grabada en St. Mark's, Londres, Inglaterra, se editó en un disco de 78 RPM en octubre del mismo año. La grabación se reeditó en un álbum llamado Organ Recital en 1951, en el nuevo formato de LP a 33 RPM con la nueva tecnología de microsurco. El disco tenía además el Preludio y Fuga en Re mayor también de Bach, y se completaba con dos piezas de Franck, Pastoral op. 19 y Fantasía en la mayor.
En el otoño de 1947 dio una segunda serie de cinco conciertos en la Sala Pleyel, de igual éxito que los anteriores, pero esta vez sin la organización de Dupré. Fue durante esta segunda serie de conciertos en donde ella estreno por completo sus Sept méditations sur le Saint-Esprit en el último recital que dio ese año en la Sala Pleyel el 12 de diciembre. Durante sus años de estudio con Dupré, su maestro le había expresado repetidamente su deseo de que ella lo sucediera como profesor de órgano en el Conservatorio de París, y también había expresado su anhelo de que ella fuera su sucesor como organista titular en Saint-Sulpice, alguna vez había llegado a decir: "sólo Jeanne Demessieux puede ocupar el podio del órgano del gran Widor". En la época de sus primeros recitales en la Sala Pleyel, ella tomó el lugar de Dupré como profesor, mientras él estaba ausente dando conciertos. Sin embargo, después de la ruptura, los deseos de Dupré se extinguieron. El puesto en el conservatorio fue finalmente ocupado por otra discípula de Dupré, Rolande Falcinelli.
Realizó una nueva serie de doce conciertos en la Sala Pleyel hasta llegando al número decimotercero en 1948, en donde interpretó las Seis sonatas a trío para órgano, BWV 525-530 de Bach, obras corales, y gran parte de sus tocatas, preludios y fugas, además de varias obras importantes compuestas por su mentor Dupré y otros compositores contemporáneos, así como piezas de Félix Mendelssohn, Liszt, y Franck.

### Giras por Europa y América
Durante la década de 1950 realizó tres giras transcontinentales por América, una travesía en gran medida inaudita en su momento. Como escribe Laura Ellis: "Varias mujeres organistas estadounidenses, entre ellas Nita Akin, Claire Coci y Catherine Crozier, realizaron recitales transcontinentales en los Estados Unidos en la década de 1950, pero pocas mujeres europeas viajaron a través del Océano Atlántico para realizar recitales de órgano en América del Norte". Fue la primera organista en ir de gira a Estados Unidos, además de ser la primera en dar recitales en muchas catedrales y salas de conciertos, como la Abadía y Catedral de Westminster. Este fue el comienzo de su carrera como concertista internacional. Brindó más de setecientos conciertos en Europa y Estados Unidos, todos ellos con gran éxito. Su debut en Londres fue el 26 de febrero de 1947 precisamente en la citada Catedral de Westminster. Realizó cinco visitas al Reino Unido entre 1946 y 1948, incluyendo un concierto en los Proms con Malcolm Sargent, Demessieux adoraba el gran instrumento de Royal Albert Hall. Sin embargo, los críticos ingleses eran generalmente hostiles contra los músicos extranjeros, más aún, con los franceses. Cuando tocó para la Convención de Órgano en Londres en 1947, improvisó una sinfonía de cuatro movimientos.
En los primeros años de su carrera, su programa ininterrumpido de conciertos incluía casi todas las grandes ciudades de Europa, además de sus tres giras por Estados Unidos, lo que era aún más notable, ya que los viajes en esa época eran muy dependientes de los trenes a vapor y barcos, ambos transportes de gran lentitud. Las giras no eran de gran agrado para Demessieux, ya que las encontraba agotadoras. Realizó tres viajes a Estados Unidos, y tuvo que rechazar invitaciones posteriores debido a su deseo de permanecer cerca de sus padres envejecidos y frágiles. A diferencia de lo que muchos músicos empezaban a hacer, Demessieux se negó a viajar en avión a menos que fuera absolutamente necesario, ella había quedado seriamente afectada por el caso de la violinista Ginette Neveu, quien murió en un accidente aéreo en 1949. Este hecho restringió sus actividades. En general no le gustaba viajar, a diferencia de Marcel Dupré, nunca se aventuró a ir más lejos de lugares como Australia.
Según D'Arcy Trinkwon quizás solo Virgil Fox mostró un grado similar de virtuosismo, aunque su estilo era mucho más llamativo y su repertorio más popular. El repertorio de Demessieux se basaba en gran medida en composiciones de la escuela romántica francesa, durante sus años con Dupré había estudiado la mayor parte de las obras de Johann Sebastian Bach, incluyendo todos los "grandes" preludios, tocatas, fantasías, fugas, sonatas y el Orgelbüchlein, así como muchas de las obras que significaron la piedra angular de su repertorio como de Dupré, Liszt, Franck y Mendelssohn. También estudió numerosas obras del propio Dupré, ambos conjuntos de preludios y fugas, Suite Bretonne y Sept Pièces, todo durante su estadía en Meudon antes de 1946.
En la primavera de 1946, el agente británico de Dupré, Wilfrid van Wyck, así como su agente en Francia, Kiesgen, se encargaron de representar a Demessieux. En el transcurso de su primera serie en París, la BBC le ofreció un futuro compromiso, y por medio de Kiesgen, le ofrecieron un contrato de grabación. En el otoño de 1946, el mecenas suizo de Dupré, Paul Hoehn, y su esposa, recibieron a Demessieux con el propósito de presentarla a través de recitales informales de órgano, a los amantes de la música de órgano en Zurich, Berna, Friburgo y St. Gall. En Reino Unido el mismo Dupré apeló personalmente al clero de la Catedral de Westminster en Londres para que le permitieran a su alumna realizar un recital allí, algo que a ninguna mujer se le había permitido hacer nunca. En noviembre de 1946, mientras el matrimonio Dupré estaba en el extranjero, surgió un obstáculo en sus planes para Londres: Van Wyck notificó a Demessieux que el organista británico George Thalben-Ball, en nombre de sus colegas, le había pedido que se presentara ante ellos en Londres para que pudieran evaluar su interpretación antes de que diera un recital público allí. Ella anotó en su diario que esta solicitud era una afrenta a una artista establecida y que se había negado rotundamente a cumplir con esa petición. En el mismo contexto, señaló que para entonces había recibido permiso del cardenal Griffin de la catedral de Westminster para actuar allí.
En 1952 dio un concierto que fue trasmitido en directo por radio con la Orquesta Radio-Sinfónica dirigida por Eugène Bigot, interpretando, entre otras obras para órgano y orquesta, el estreno de su propio Poème y el estreno del Concierto de Langlais. Los críticos de órgano de París nunca dejaron de colmar de elogios sus grabaciones y actuaciones en directo. Sin embargo, durante la década de 1950, aunque realizó conciertos intensivos en Francia, Europa y Reino Unido (además de realizar tres giras por Norteamérica), la capital francesa siguió siendo su base de operaciones, sólo muy ocasionalmente disfrutó del privilegio de participar en un recital de órgano en París. También tuvo dificultades para obtener permiso para hacer grabaciones en los órganos de las iglesias de esa ciudad. Esto cambiaría recién en 1962, cuando fue nombrada organista principal del órgano Cavaillé-Coll de la Iglesia de la Madeleine, luego de la renuncia de Edouard Mignan.
No es un hecho ampliamente conocido, pero en 1953 Demessieux tocó por invitación de la joven reina Isabel II del Reino Unido, en su coronación en la Abadía de Westminster. Durante aquellos años viajó por Europa, principalmente en Austria, Alemania, Reino Unido, Países Bajos y Escandinavia. En su mayoría de conciertos concluyó su programa con una improvisación sobre un tema determinado.

#### Gira Americana de 1953
La primera gira de Demessieux en Estados Unidos fue anunciada en una edición de The Diapason de octubre de 1952 y en la edición de noviembre de American Organist. Entre febrero y marzo de 1953, ella hizo su debut en Estados Unidos en Nueva York, Pittsburgh, Boston, Oakland y otras ciudades. Su primera exposición en vivo ante el público estadounidense tuvo lugar el 31 de enero, aquella actuación fue transmitida por la radio WQXR y sus estaciones afiliadas. En asociación con American Guild of Organists, WQXR transmitió una serie de recitales desde la Congregación Emanu-El de Nueva York. A su llegada a los Estados Unidos, en una entrevista en el New York Herald Tribune reveló que, después de su recital debut en la ciudad de Nueva York, Demessieux emprendería una gira de veinticinco conciertos por el país. Se había aprendido de memoria toda la literatura para órgano de Bach, Franck, Mendelssohn, Liszt, Handel y todas las composiciones de Dupré, salvo las dos últimas, un total de entre 1000 y 2000 obras. Estaba tan segura de su habilidad que dejó todas sus partituras en Francia. Así finalmente su debut en Estados Unidos fue el 2 de febrero de 1953, en la Iglesia Presbiteriana Central de la ciudad de Nueva York, con un programa con piezas de Purcell, Bach, Messiaen, Franck, Berveiller y una composición suya, "Notes Répétées" de sus Six études. Su debut fue cubierto por las principales publicaciones de órgano de la época. Searle Wright, de la revista The Diapason, consideró que su interpretación era representativa del estilo Grand French: líneas amplias, fraseos simples y nítidos, tempos constantes y claridad en la lectura de las partes y en la articulación en general, mientras que el editor de The American Organist, Scott Buhrman, quedó igualmente impresionado con su concepto de articulación y elogió su staccato "nítido y audaz". Siguiendo la tradición de su maestro Marcel Dupré y otros organistas franceses, Demessieux concluyó todos sus conciertos estadounidenses con una improvisación sobre algún tema propuesto. En su debut en Nueva York, improvisó una sinfonía de tres movimientos basada en tres temas propuestos por M. Searle Wright.
En una carta a sus padres, dirigida el 5 de febrero de 1953, Demessieux escribió que su primer recital estadounidense había sido "un rotundo éxito". Les contó a sus padres que el órgano de la Iglesia Presbiteriana Central era de su gran agrado, y que el organista estadounidense le había enviado una carta muy halagadora con respecto a su concierto de debut. Tras una actuación en el órgano de seis teclados en Wanamake, Filadelfia, Demessieux ofreció un recital el 10 de febrero en el Colegio para Mujeres de Pensilvania de Pittsburgh. El programa fue patrocinado por la Möller Organ Company, incluyó piezas de Bach, Handel Franck, Dupre, Berveiller, Langlais, e incluyó dos piezas propias, Ubi Caritas y Octaves, junto a una nueva improvisación para cerrar el concierto. Entre febrero o marzo brindó otro concierto en la Primera Iglesia Metodista en Peoria, Illinois donde interpretó a Bach, Franck, Widor, Messiaen, Berveiller y dos obras propias, "Notes Répétées" y "Dogme". El recital en Peoria concluyó con una improvisación. Para este recital, Demessieux improvisó un preludio y una fuga sobre el coral "O Sacred Head Now Wounded". El 8 de marzo en la Primera Iglesia Metodista en Oakland, California, donde interpretó piezas de Bach, Handel, Liszt, Dupré y "Tierces" obra de su autoría. Después de varios recitales por todo el país, incluidos Canton, Ohio, Dallas, Boston, Nueva Orleans e incluso Brantford, en Ontario, Canadá, Demessieux concluyó su primera gira americana, como empezó, con un recital en la Iglesia Presbiteriana Central de la ciudad de Nueva York. El programa del 22 de marzo incluyó un concierto de Bach, Handel, Dupré, Liszt y dos obras propias de Demessieux, "Ubi Caritas" y "Tierces". Virgil Thomson del medio New York Herald Tribune realizó la siguiente crítica del último concierto:

La interpretación del órgano francés ha sido una de las glorias musicales de nuestro siglo; y Jeanne Demessieux, quien anoche ofreció un recital de órgano en la Iglesia Presbiteriana Central, es claramente una luz en esa gloria. Durante toda la velada, su crítico, que ha conocido a la mayoría de los grandes intérpretes de órgano de nuestro tiempo, desde Widor, Bonnet, Vierne hasta Dupré y Messiaen, sólo podía pensar en esos maestros como compañía para esta extraordinaria música y virtuosa.
Virgil Thomson, 1953.

Demessieux escribió en su diario que la iglesia estaba tan llena durante su segundo recital en Nueva York, que tuvieron que dejar gente afuera que deseaba ingresar. También sintió que la velada tenía un ambiente febril.
En 1953 se publicó su Andante como parte de 64 Harmony Lessons, la obra estaba dedicada a Jean Gallon, quien fue su profesor del Conservatorio. Se trata de una fuga en cuatro partes con un contrasujeto invertible.

#### Gira Americana de 1955

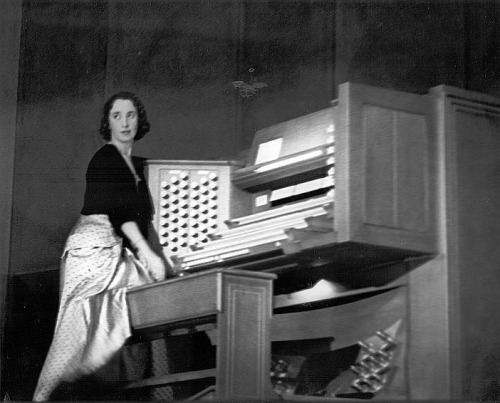
Demessieux en su segunda gira por Estados Unidos: en la foto con el órgano de la Universidad Cristiana de Texas, circa de febrero en 1955.

En la edición de febrero de 1954 de The American Organist, Colbert-LaBerge Management anunció el regreso de Jeanne Demessieux a Estados Unidos para una nueva serie de conciertos. Demessiuex hizo otra gira transcontinental por los Estados Unidos entre febrero y marzo de 1955. La gira, que comenzó en Glens Falls, Nueva York, incluyó recitales en la ciudad de Nueva York, Syracuse, Seattle, Milwaukee y Chicago. Al desembarcar en Nueva York, se reunió con un representante de la firma Colbert-LaBerge. Demessieux comenzó su segunda gira americana brindando un concierto el 6 de febrero de 1955 en Glens Falls, Nueva York. Al igual que otros intérpretes, estaba desencantada con los temas fuera del plano musical de la gira, tales como coordinar horarios, reservar boletos de transporte, contratos o modificar programas. Un gran número de personas acudieron al concierto, pese a que recientemente había nevado. El programa incluyó secciones de Bach, Handel, Widor, Berleiller, Buxtehude, Schumann, Franck, Vierne, Messiaen y una composición propia, Triptyque. Demessieux llegó a Nueva York el 7 de febrero para un nuevo concierto en la Iglesia Presbiteriana Central. Su programa incluyó Bach, Buxtehude, Handel, Schumann, Franck, Vierne, Messiaen y una obra propia, "Paix". El 10 de febrero brindó un recital en la Iglesia Grace Methodist de Harrisburg, en Pensilvania. Aunque el órgano estaba en malas condiciones y la acción combinada no funcionaba bien, Demessieux reflejó en su diario: "un concierto donde el contacto con el público fue particularmente cómodo (mientras tocaba, pensé de repente: 'Si fuera necesario renunciar a esto, nunca podría')". En esa ocasión volvió a interpretar su composición Triptyque, además de tocar obras de Bach, Handel, Franck, Widor y Berveiller.
Después de viajar en tren, Demessieux dio un recital en la Universidad de Siracusa el sábado 12 de febrero. Allí encontró un excelente órgano de tres manuales de estilo neoclásico. Poca gente pudo acudir al evento debido al ventoso clima invernal. El viaje a la universidad tuvo complicaciones. En el camino, el coche en el que viajaba Demessieux se quedó atascado en un montículo de nieve. Ella y los demás ocupantes tuvieron que seguir a pie por la nieve y contra el viento, para llegar a la universidad a tiempo para el recital. En una carta a su hermana fechada del 15 de febrero, le contó que la gira iba muy bien. Sentía que la gira actual por América iba exactamente igual que la anterior de 1953, pero ahora tenía más experiencia. Pero nuevamente expresó cierta impaciencia con algunas exigencias que debía cumplir, tuvo que aceptar de mala gana varias invitaciones a cenas y recepciones. En una parte de la carta se explaya: "En cuanto a sonreír, es la peor fatiga: es necesario sonreír constantemente... Gano mi dinero con mil esfuerzos que incluyen mucho más que tocar". El viernes 18 de febrero dio un recital en el cual asistió mucha gente, ella concluyó el concierto con dos bises. Pero no se han conservado otros detalles del mismo, en gran parte porque el sábado 19 de febrero, las anotaciones del diario de Demessieux sobre la gira americana de 1955 llegaron a su fin por falta de tiempo. La correspondencia posterior con sus padres y su hermana brindan algunos detalles del resto de la gira. El 28 de febrero, interpretó a Bach, Buxtehude, Handel, Vierne, Frack, Berveiller, Messiaen, y "Paix", obra de su autoría, en un nuevo concierto en la Iglesia Presbiteriana Universitaria de Seattle, Washington.
El 2 de marzo Demessieux pasó el día con Darius Milhaud y su esposa en el Miles College de San Francisco, tocando para estudiantes y profesores. Milhaud le pidió a Demessieux que tocara una de sus obras para él, y ella interpretó una fuga. Después de varios recitales en el lado oeste, incluido uno en la Iglesia Luterana Ascension en Milwaukee, Demessieux tocó en Chicago. El recital del 7 de marzo en la Iglesia Católica St. Peter en Chicago fue patrocinado por el Chicago Club of Women Organists, concurrieron varios cientos de personas, con un programa donde interpretó obras de Bach, Buxtehude, Handel, Widor, Franck, Vierne, Messiaen y "Paix" de su autoría, una pieza recurrente en su gira. El recital en la Catedral de Washington D. C., el 15 de marzo a las 8:30 pm incluyó obras de Bach, Handel, Franck, y la Fantasía y fuga sobre el Coro "Ad nos, ad salutarem undam" de Liszt, fue uno de los pocos conciertos donde no tocó obras de su autoría, tampoco hizo improvisación alguna. El 18 de marzo dio un recital en el órgano E. M. Skinner de 1927 en el Museo de Arte de Toledo, interpretó piezas de Bach, Buxtehude, Handel, Schumann y Liszt. El 21 de marzo se encontraba en Buffalo, tocando en la Iglesia Luterana Holy Trinity, siguiendo con un programa similar al de la gira, tocó piezas de autores como Bach, Buxtehude, Handel, Schumann, Franck, Vierne, Messiaen, y dos obras de su autoría, "Dogme" y "Paix". Utilizando dos temas propuestos por Eric Dowling de la Iglesia Anglicana de San Jorge, Santa Catalina, Ontario, diseñó con maestría una pieza de tres partes, Passacaglia I, Interludio y Passacaglia II.
En un reseña del concierto en Buffalo, Theolinda Boris llegó a decir:

El ritmo de Demessieux tenía una vitalidad maravillosa y su manejo de la línea melódica y la frase era como el de un violinista maestro o un cantante sensible. Singularmente bellas fueron la naturalidad y legitimidad de sus clímax, que nunca fueron una mera acumulación de sonoridades atronadoras y turbias.
Theolinda Boris.

La gira de conciertos de 1955 concluyó en la Catedral de San Juan el Divino de la ciudad de Nueva York. En su diario personal, Demessieux dice que la gira fue particularmente agotadora, no sólo mentalmente sino también físicamente, y le resultó difícil viajar durante tanto tiempo en un país tan diferente de Europa. Concluyó que la vida de concierto era agotadora, no solo por los largos viajes que se tenían que realizar, sino también porque se tenían que hacer entrevistas y recibir al público en general.

#### Gira Americana de 1958
La edición de enero de 1958 de la revista The Diapason anunció así el comienzo de la tercera gira por Estados Unidos:

Jeanne Demessieux llegará a Nueva York en el S.S. Liberte el 27 de enero [de 1958]. El recital de apertura de su tercera gira americana será en Glen Falls, Nueva York, el 31 de enero en la Primera Iglesia Presbiteriana. En febrero se la escuchará en Newark, Nueva Jersey, Filadelfia, Nashville, San Louis, Denver y dará recitales en California en Chico, Oakland, Sacramento, San José y Los Ángeles.

También se han organizado recitales en Fort Worth, Charlotte, Carolina del Norte, Macon, Gerogia, Bloomington, Ind., Fort Wayne, Pittsburgh y Nueva Haven. Estará en Chicago en la Iglesia de San Pedro el 10 de marzo y en la Iglesia Presbiteriana Central de la Ciudad de Nueva York el 24 de marzo, su último recital antes de su regreso a Francia será el 26 de marzo. Sus programas incluirán varias de sus propias composiciones.
The Diapason, enero de 1958.

Durante su tercera gira, estuvo acompañada por su alumna Claudine Verchère, quien actuó como secretaria, Demessieux dice al respecto en su diario: "La idea de recibir ayuda en los mil detalles materiales del viaje me parece un beneficio increíble". Mientras practicaba con el órgano Aeolian-Skinner en la Catedral de San Juan el Divino en Nueva York, ensayó su recién compuesto Te Deum op. 11, cuya inspiración provino de aquel instrumento durante la gira anterior en febrero de 1955, y posiblemente se originó a partir de una improvisación. Se compuso a finales de 1957 o principios de 1958. Según su diario de viajes: "30 de enero: en el órgano de San Juan el Divino, probé mi Te Deum, que estaba inspirado en este órgano, y para mi alivio, era lo que pretendía". El trabajo fue recibido con gran entusiasmo, y sería estrenado el 10 de febrero de 1958 en la Capilla Graham Memorial en la Universidad de Washington. Su Te Deum op. 11 es la culminación del género francés, destacándose por encima de todos los demás como una moderada estructura compositiva y de brillantez virtuosa. Las trompettes en chamade, un rasgo primordial del órgano de la catedral, se usan para destacar las dos importantes entradas del cantus firmus en la pieza.

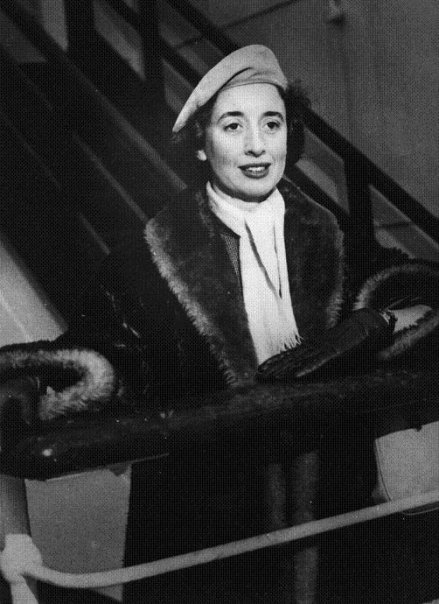
Demessieux de gira en Nueva York, Estados Unidos.

Viajó a Glen Falls, Nueva York, para su recital inaugural el 31 de enero en la Primera Iglesia Presbiteriana. El recibimiento fue tal, que pusieron su retrato en el vestíbulo de entrada del hotel. Demessieux brindó su primer concierto con obras de Bach, Mozart, Clerambault, Liszt, Messiaen, y "Attende Domine" de su autoría. Escribió más tarde en su diario que el concierto fue un éxito, y que estaba satisfecha con el impresionante silencio de una cautiva audiencia de 900 personas. El 8 de febrero por la mañana, llegó a San Luis, Missouri. El organista de aquella iglesia la recibió en la estación de trenes y la llevó a grabar una entrevista que se emitiría por radio esa misma tarde, para la ocasión Demessieux se negó a sacarse fotos. Durante su recital en la Capilla Graham Memorial de la Universidad de Washington el 10 de febrero ofreció un programa con piezas de Bach, Franck, Berveiller, además dos dos piezas de su autoría, y el preludio "Rorate Caeli", además del estreno en Estados Unidos de su Te Deum, Demessieux recuerda una multitud de 1200 personas en su recital en Denver, Colorado, el 12 de febrero. Luego viajó a Chico, California, para un recital en la Iglesia Presbiteriana Bidwell Memorial el 14 de febrero y brindo un concierto con piezas de Bach, Mozart, Clerambault, Liszt, Messiaen, y tocó "Attende Domine" obra de su autoría. En su diario, Demessieux anotó que el órgano Möller de 1931 en el Bidwell Memorial constaba de sólo 12 rangos. Pese a lo acotado en la cantidad de rangos, fue capaz de manejar exitosamente la literatura de su recital con el instrumento, especialmente con "Fantasía y fuga sobre el motivo BACH" de Liszt, que requiere grandes cambios en la dinámica y los colores. La habilidad de Demessieux con la registración fue apreciada por Charles van Bronkhorst:

Una jovencita menuda pero asombrosa de París ha demostrado que un programa pesado y un instrumento pequeño, son capaces de vender música de órgano a una audiencia predominantemente amante de la música simple.
Charles van Bronkhorst.

El 16 de febrero dio un recital en la Primera Iglesia Presbiteriana de Oakland, California. En su diario escribió que la velada fue inolvidable y que el público era muy inteligente. La audiencia que acudió al concierto estaba tan entusiasmada que la organista tocó su Te Deum dos veces. Luego brindó otro recital en el Estado de California, en Sacramento, en la Primera Iglesia Bautista y su programa incluyó obras de Bach, Mozart, Clerambault, Liszt, Messiaen y "Attende Domine" de su autoría, un programa muy similar a lo que ya venía haciendo. Las críticas a este último concierto no fueron positivas. El 21 de febrero Demessieux tocó un recital en San José, California, donde la consola del órgano estaba ubicada en un foso de forma tal que el público solo veía su cabeza. El 3 de marzo viajó a Charlotte, Carolina del Norte, para un recital vespertino en la Iglesia Metodista de Myers Park, con un programa idéntico al que brindó en la Primera Iglesia Bautista en Sacramento. El 9 de marzo actuó en Bloomington, Indiana. La consola del órgano estaba muy a la orilla del escenario, ella pidió que la movieran, pero ello no ocurrió, y pese a que sintió algo de vértigo, pudo desenvolverse bien e improvisó una sinfonía de cuatro movimientos sobre un tema que le habían enviado. Según su diario personal, esta fue una de sus mejores improvisaciones. Una vez más, Demessieux fue patrocinada en un recital por el Club de Mujeres Organistas de Chicago el 10 de marzo en la Iglesia Católica de San Pedro, en donde evidentemente no tuvo un buen desempeño. Volvió a interpretar un programa similar a lo que venía haciendo, con piezas de Bach, Mozart, Clerambault, Liszt, Messiaen y dos obras de su autoría, su Te Deum y "Attende Domine". El crítico Frank Cunkle atribuyó la mala performance al hecho que la organista no tuvo suficiente tiempo para practicar e interiorizarse en el instrumento debido a su abultada agenda de conciertos, sin embargo el escritor no sabía que Demessieux había tocado allí en una gira anterior en 1955.
El 17 de marzo tocó en el órgano de Woolsey Hall en el campus de la Universidad de Yale en New Haven, Connecticut, para esta ocasión varió un poco su programa, incluyó obras de Bach, Vivaldi, Franck, Berveiller, y dos piezas de su autoría, "Rorate Caeli" y su Te Deum. La crítica de Barbara Owen sugiere que el concierto fue regular:

La [pieza] De Profundis tenía un registro interesante pero era fría. Quizás, como sugiere [Albert] Schweitzer, se debe a que su cultura y sus antecedentes religiosos son tan diferentes de los de Bach, que los franceses rara vez parecen capaces de transmitir los preludios corales más espirituales de Bach. Sin embargo, con el Concierto de Vivaldi, volvió a pisar terreno firme y, aunque su interpretación no fue tampoco barroca, fue igualmente emocionante.
Barbara Owen.

El 25 de marzo Demessieux regresó a la Iglesia Presbiteriana Central de Nueva York, para concluir su gira de recitales en América de 1958, y al igual que en la mayoría de su gira, interpretó piezas de Bach, Mozart, Clerambault, Liszt, Messiaen, y para esta ocasión, tres obras de su autoría, "Attende Domine", Te Deum, y "Tierces".

### 1958-1968: grabaciones, conciertos y pedagogía
Hizo una serie de grabaciones para el sello Decca de Londres en el órgano de Victoria Hall de Ginebra, entre ellas un LP con seis piezas de Johann Sebastian Bach. En 1958 grabó todas las obras que existían en ese entonces de César Franck en el órgano de la Iglesia de la Madeleine, aparte de otras piezas de Bach, y otros compositores, pese a que el órgano no se encontraba en las mejores condiciones, y no estaba dotado de setzer, las interpretaciones eran de excelentísima calidad, por ello ganó en 1960 el Grand Prix du Disque por estas grabaciones. En la mayoría de los casos, se grabaron las piezas en una sola toma, a veces se tuvo que recurrir a una segunda toma por algún ruido externo, o se tenía que comenzar de nuevo cuando el órgano fallaba. Hubo una ola de calor en la temporada que grabó las obras de Franck:

En París, no ha habido una sola gota de lluvia desde finales de mayo. La sequía continua y una temperatura promedio de 30 °C en la sombra, es agotador.

Este es el horno en el que grabé las obras completas de Franck en la Madeleine, trabajando toda la noche y practicando en casa durante el día. Tanto en el órgano como en la cabina de escucha, éramos un equipo de siete personas que comparten el humedeciendo, migrañas, y malestar general. Luego, durante varios días después, supervisé la edición en el estudio.
Jeanne Demessieux.

También tuvo una extensa carrera en la pedagogía, en 1952 fue nombrada profesora de órgano e improvisación en el Conservatorio de Lieja, Bélgica. También fue invitada a dar clases de órgano en la Academia de Verano de Haarlem, donde Pierre Labric y Louis Thiry fueron alumnos suyos. Ejerció como profesora de órgano en el Conservatorio de Nancy (1950 a 1952) y en el Conservatorio Real de Lieja, Bélgica (1952 a 1968). Fue invitada a impartir diversas clases magistrales y cursos de interpretación, entre ellos en Dublín en 1954 y en Haarlem en 1955 y 1956, donde también fue presidenta del jurado de los concursos. Tras la jubilación de Marcel Dupré, fue invitada varias veces a formar parte del jurado de la clase de órgano del Conservatorio de París.
Según Pierre Labric, quien fue alumno suyo, Demessieux emprendió algunas acciones solidarias. La Sociedad Filarmónica de Rouen, dirigida por el músico y pianista Pierre Duvauchel, tenía apuros económicos, Demessieux, brindó un conerito a beneficio de ellos con gran éxito. Un sacerdote pobre tenía dificultades para mantener su escuela a flote, entonces le preguntó a Demessieux, en ese entonces en la cima de su fama internacional, si aceptaría dar un concierto a beneficio con bajas ganancias para ella. Su secretaria respondió: «La señorita Demessieux me pide que le informe que ofrecerá un recital gratuito para su escuela. Hay que buscar una fecha según sus posibilidades».
En la década de 1960, inició un importante proyecto para el gobierno francés, que consistía en clasificar y estudiar los grandes órganos de Francia. Entre sus documentos privados se incluye un gran archivo de notas escritas a mano, en las que analizaba en detalle muchos aspectos de cada uno de los numerosos instrumentos considerados. Los que menos le gustaban eran algunos de los grandes, pesados y voluminosos instrumentos estadounidenses. En 1963 Norbert Dufourcq la invitó a tocar un recital de Bach en su serie "Les Heures Liturgiques et Musicales de Saint-Merry". En 1964 recibió la distinción de Caballero de la Orden de la Corona de Bélgica.

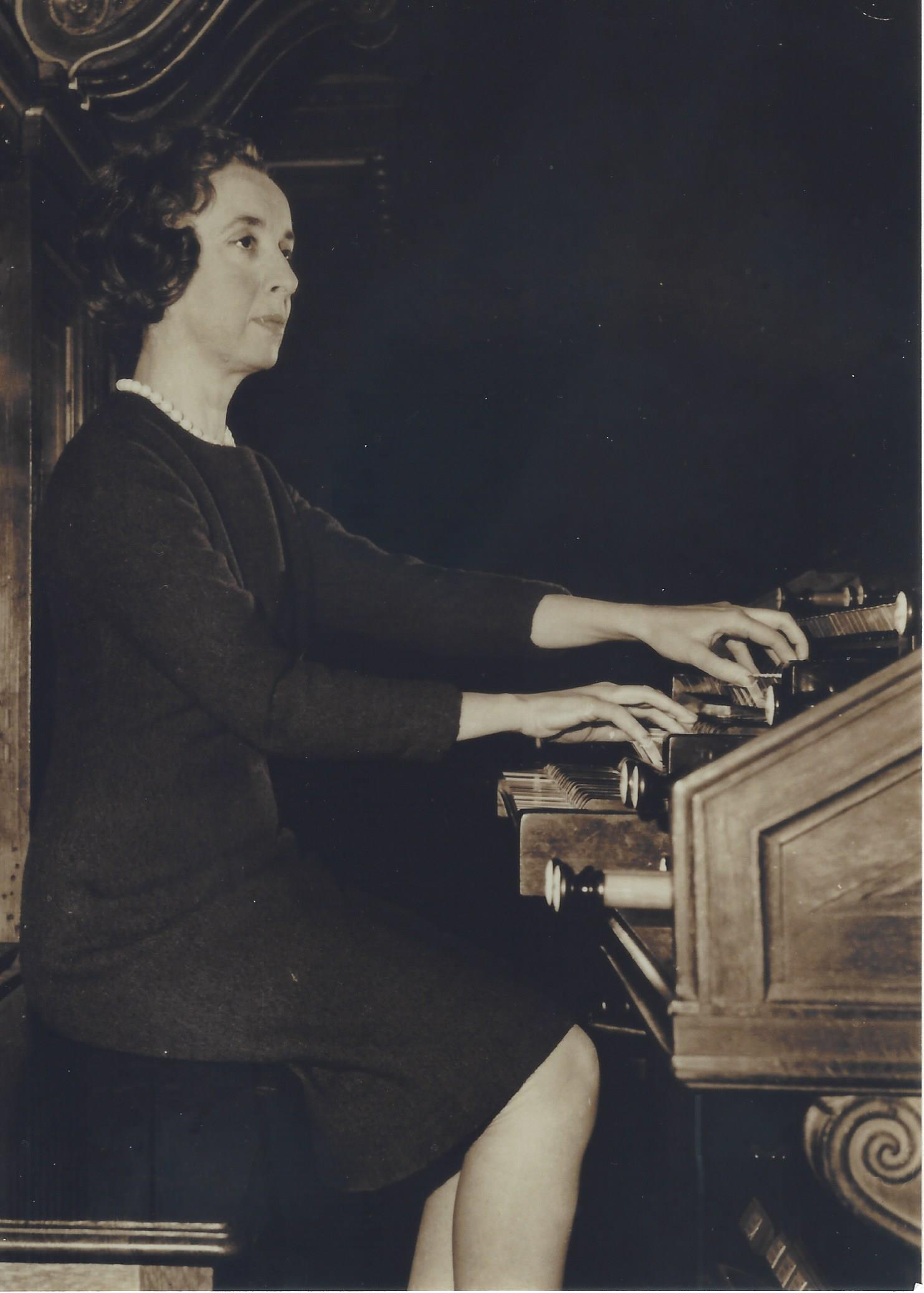
Demessieux en el órgano de la Iglesia de la Madeleine, París.

Grabó varias selecciones mixtas en el órgano de la Iglesia de la Madeleine unos años antes de su famosa grabación de las obras de César Franck. Dos años más tarde fue nombrada organista titular de ésta iglesia, un honor que ella consideraba tan especial que admitió haber "llorado de alegría". A principios de los años 1960, Olivier Messiaen estuvo de acuerdo en que Demessieux debía grabar las obras completas de éste. Aunque estuvo muy motivada por tal proyecto, en un principio se negó a firmar el contrato, para intentar renegociar algunos de sus términos. Las negociaciones se dilataron por un tiempo, y no han consenso entre las fuentes para afirmar si el contrato llegó a ser firmado. Sin embargo lo cierto es que el proyecto no se terminó llevando a cabo debido a la prematura muerte de Demessieux. Alcanzó a registrar una única pieza de Messiaen. Su última grabación se hizo en la Catedral Metropolitana de Liverpool como parte de las celebraciones de la inauguración del edificio y su nuevo órgano.

### Muerte
A partir de sus 20 años de edad, Demessieux comenzó a padecer varios problemas de salud, teniéndose que someter en ocasiones a varias operaciones. Debido a sus problemas de salud, tuvo que limitar sus actividades para mediados de 1960, justo en esa época había confesado sentirse "saturada musicalmente", y evocó con pesar su juventud sobrecargada de estudio y disciplina, aparte gran parte de su vida artística pasó luchando para mantener su lugar en un entorno dominado por hombres. Pudo luchar por algún tiempo con un cáncer que padecía, pero terminó falleciendo el 11 de noviembre de 1968 en París, habiendo estado dos meses en cama en el hospital. Su funeral se realizó en la Iglesia de la Madeleine, una gran multitud acudió a darle un último adiós. El órgano se mantuvo en silencio envuelto en un gigantesco manto negro. Después de su muerte, Pierre Cochereau, Pierre Labric y Eugene Reuschel entre otros compositores escribieron piezas en su memoria.

Puedo oír las flautas de la Madeleine.
Últimas palabras de Demessieux.

## Legado
Sus obras para órgano aportaron nuevos medios expresivos a la literatura del instrumento, amplió sus posibilidades técnicas para expresar su pensamiento, rico en investigaciones estéticas.
Pierre Labric.

Dejó un gran catálogo de composiciones. Aparte de sus piezas para órgano, escribió piezas para piano, numerosas canciones y obras corales incluyendo un oratorio "Chanson de Roland", y obras orquestales. Solo una tercera parte de su catálogo, que consta de al menos treinta composiciones, se ha publicado hasta la fecha. El organista Pierre Labric fue el primero quien grabó todas las obras de Demessieux. Las grabaciones se llevaron a cabo entre 1971 y 1972, y se editaron en 1974. El sello holandés Festivo ha reeditado varias grabaciones de Jeanne Demessieux en CD, incluyendo sus grabaciones de las obras para órgano de César Franck de 1958. El organista italiano Maurizio Ciampi grabó en 1994 las obras Six études, op. 5 y Sept méditations sur le Saint-Esprit. El sello Aeolus grabó el canon organístico completo de Demessieux en 2008, con la interpretación del organista Stephen Tharp.
La organista Susan Jane Matthews ha dado conferencias y charlas sobre la vida y música de Jeanne Demessieux. El organista británico D'Arcy Trinkwon se ha dedicado a escribir artículos sobre Demessieux y difundir su obra.
En Francia existe la Association Les Amis de Jeanne Demessieux, que se encarga de mantener el legado de Demessieux.
Una avenida en la región de Camargues, lleva su nombre.
En noviembre de 2021 con motivo del centenario de su nacimiento, se celebraron una serie de conciertos en donde se interpretaron algunas de sus obras en la iglesia de Santo Thomas en Manhattan los días 6, 13 y 20 de noviembre.

## Estilo
En sus grabaciones que dejó se puede apreciar un rubato libre pero muy natural, combinado con un impulso rítmico muy enérgico. En los registros tenía preferencia por la claridad y el brillo en las mezclas altas. Por su tradición en la escuela francesa de órgano desarrolló un característico juego de staccato, llegando a conseguir en sus interpretaciones acentos espectacularmente eficaces, como se puede escuchar en la grabación de la Toccata de Charles-Marie Widor.
La nueva técnica de Demessieux, de electrizante musicalidad y virtuosismo es análoga a los fenómenos del siglo XIX de pianistas como Chopin, Kalkbrenner, Hummel y Liszt.
Tenía una gran capacidad para improvisar en diversas formas y géneros. Muestra de su calibre a la hora de improvisar fue el hecho que el recital brindado en el Conservatorio de Lieja el 1 de marzo de 1957, fue totalmente improvisado por Demessieux. Improvisó en diversas formas y estructuras, ya sea desde variaciones corales, una sonata trío, preludio y fuga, paráfrasis y diversos tratamientos de coral (polifónicos, contrapuntales, canónicos, fuga y ornamentados). En los conciertos realizados en 1953, siempre concluía con una improvisación sobre un tema determinado.
Sobre su forma de interepretar, Demessieux dijo "un intérprete tiene sus derechos". Ella, al igual que Dupré y otros virtuosos, no le daba gran importancia a seguir las indicaciones y registros de la partitura. Dentro de los escritos que se han publicado en su diario, se puede apreciar que cuestionaba con frecuencia cosas como las marcas del metrónomo y las indicaciones de interpretación. Su ambición era claramente hacer música "en vivo", libre de la rigidez y del enfoque dogmático que favorecían algunos otros intérpretes.
Además su capacidad para interpretar el pedal del órgano era muy notable. En una reseña de un recital que dio durante su segunda gira el 21 de marzo de 1955 en Buffalo, Estados Unidos:

Hubo una exhibición brillante de su técnica de pedal, especialmente en sus propias piezas y en su improvisación. Me senté detrás de ella en el presbiterio, el único allí que podía ver sus pies y me quedé asombrado por la velocidad de los pasajes de pedal. Llevaba tacones muy altos y parecía mover muy poco las piernas. Sus tobillos hicieron el trabajo y parecieron colocar sus tacones altos donde ella quería con una precisión infalible y una velocidad increíble. Su técnica de pedal fue muy eficiente y, según los estándares estadounidenses, inusualmente personal.
John W. Becker.

A excepción de Twelve Choral-Preludes on Gregorian Chant Themes, op. 8  y Réponds pour le Temps de Pâques que están basadas en obras litúrgicas, otras piezas como Six études, op. 5 están orientadas para concierto, mientras que el tema original en su Te Deum op. 11 puede no muy perceptible para el oyente. Su música es comparada frecuentemente con la de Jehan Alain, ya que ambos compositores franceses escribieron piezas de gran poder sugestivo e imaginativo. El lenguaje armónico de Sept méditations sur le Saint-Esprit, op. 6 es algo similar al de Olivier Messiaen. Domitila Ballesteross sugiere que Twelve Choral-Preludes on Gregorian Chant Themes, op. 8  fue compuesta con una función pedagógica.

## Composiciones
Órgano solista
- Six études, op. 5 (1946)

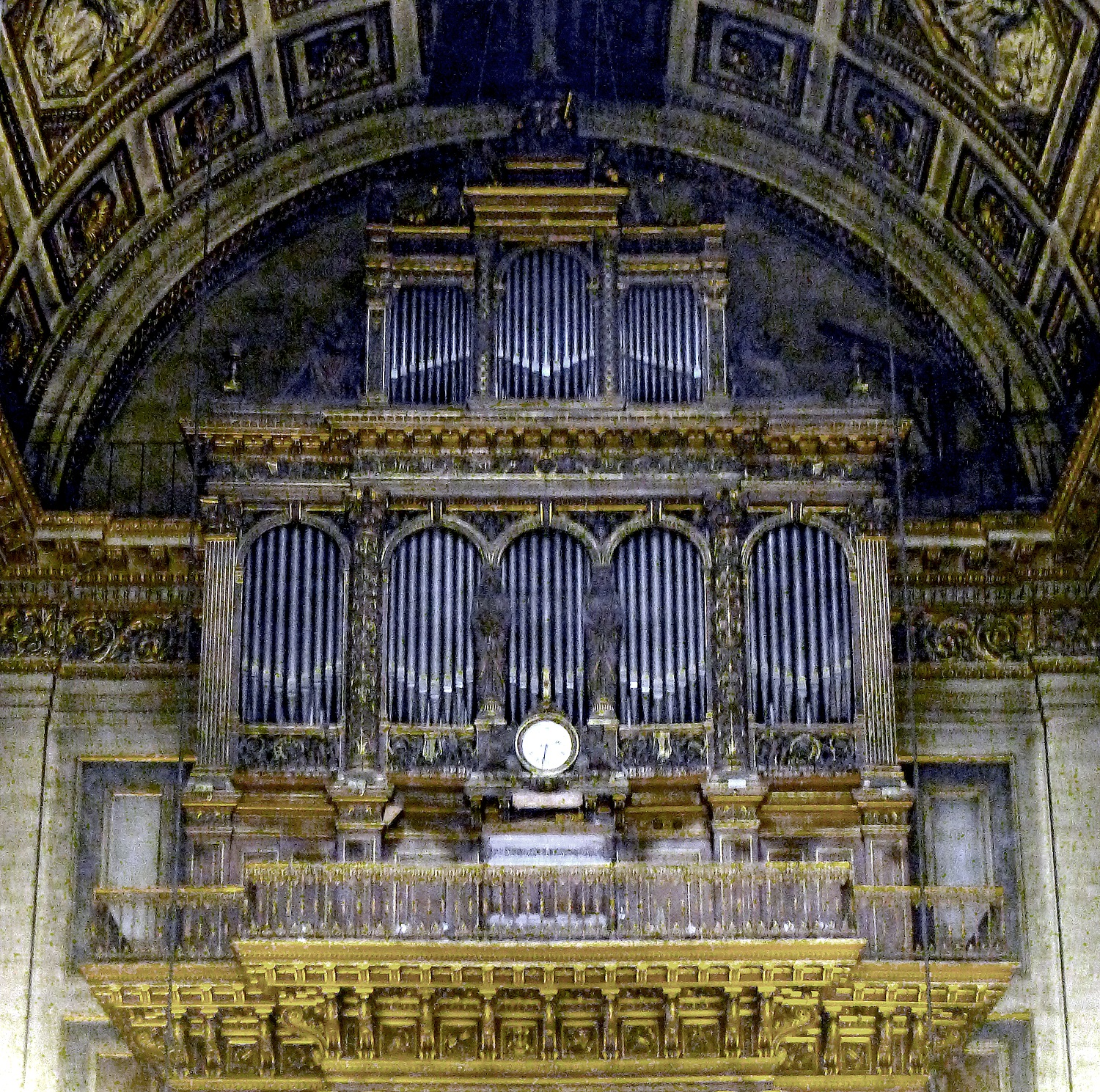
Órgano de la Iglesia de la Madeleine en París, donde Demessieux fue organista titular a partir de 1962.

- Sept méditations sur le Saint-Esprit, op. 6 (1947)
- Triptyque, op. 7 (1949)
- Twelve Choral-Preludes on Gregorian Chant Themes, op. 8 (1950)
- Andante (Chant donné) (1953)
- Te Deum, op. 11 (1959)
- Prélude et fugue en ut, op. 13 (1965)
- Répons pour le temps de pâques: Victimae paschali laudes (1970)
- Nativité, op. 4 (2005)
- Répons pour les temps liturgiques (2006)

Órgano y orquesta
- Poème, op. 9 (1952)

Música de cámara
- Ballade, op. 12, para trompa y piano (1962)
- Sonata para violín y piano (compuesta 1940, editada 2014)

Misceláneos
- Franz Liszt: Funérailles, arreglada para órgano solista (editado en 2010)

## Discografía
- Organ recital 1950
- A recital of Bach organ music 1953
- Organ Concertos Op. 4 Nos. 1 & 2 1962
- Handel - Bach: Concertos pour orgue & Orchestre 1965
- Jeanne Demessieux – Mozart Fantaisie en fa mineur, BACH Fantaisie en sol majeur, FRANCK Deuxiieme choral en si mineur, Final en si bemol 1968
- The Decca Legacy 2021